# Prix Lambda Literary de la poésie transgenre
Le Lambda Literary Award for Transgender Poetry (Prix Lambda Literary pour la poésie transgenre) est un prix littéraire annuel remis par la Lambda Literary Foundation (en) pour une œuvre de poésie sur le thème de la transidentité. Comme le prix s'intéresse à la place du thème dans l'ouvrage, les personnes cisgenres peuvent également être nommées ou gagner le prix.

## Lauréats et finalistes
| Année | Lauréat                                          | Finalistes |
| ----- | ------------------------------------------------ | --- |
| 2016  | kari edwards, succubus in my pocket              | - Ryka Aoki, Why Dust Shall Never Settle Upon This Soul - Joy Ladin, Impersonation |
| 2017  | Kokumo, Reacquainted with Life                   | - Cameron Awkward-Rich, Sympathetic Little Monster - Jos Charles, Safe Space - Jai Arun Ravine, The Romance of Siam: A Pocket Guide - Vivek Shraya, even this page is white                                         |
| 2018  | recombinant, Ching-In Chen                       | - a place called No Homeland, Kai Cheng Thom - Mucus in My Pineal Gland, Juliana Huxtable - Of Mongrelitude, Julian Talamantez Brolaski - What Runs Over, Kayleb Rae Candrilli                                      |
| 2019  | Lo Terciario / The Tertiary, Raquel Salas Rivera | - Heal Your Love, Luna Merbruja - Holy Wild, Gwen Benaway - If the Color Is Fugitive, Sara Mithra - Some Animal, Ely Shipley                                                                                        |
| 2020  | HULL, Xandria Phillips                           | - Dispatch, Cameron Awkward-Rich - EXTRATRANSMISSION, Andrea Abi-Karam - Our Weather Our Sea, Samuel Ace - The Year of Blue Water, Yanyi                                                                            |
| 2021  | Sade LaNay, I Love You and I'm Not Dead          | - Aeon Ginsberg, Greyhound - Kay Ulanday Barrett, More Than Organs - Maxe Crandall, The Nancy Reagan Collection - Jay Besemer, Theories of Performance                                                              |
| 2022  | Mason J, Crossbones on My Life                   | - Dani Putney, Salamat sa Intersectionality - Lindsay Choi, Transverse - Andrea Abi-Karam, Villainy - Raquel Salas Rivera, x/ex/exis                                                                                |
| 2023  | MissSettl de Kamden Ishmael Hilliard             | - A Dead Name That Learned How to Live de Golden - A Queen in Bucks County de Kay Gabriel - All the Flowers Kneeling de Paul Tran - Emanations de Prathna Lor                                                       |
| 2024  | Hood Vacations, Michal ‘MJ’ Jones                | - Hood Vacations, Michal ‘MJ’ Jones - Portraits as Animal: Poems, Victoriano Cárdenas - Short Film Starring My Beloved’s Red Bronco, K. Iver - Taking to Water, Jennifer Conlon - Transitory, Subhaga Crystal Bacon |